# Stoycho Stoilov
Stoycho Stoilov (n. Blagóevgrad, Bulgaria, 15 de octubre de 1971) es un exfutbolista búlgaro, que jugaba de mediocampista y militó en diversos clubes de Bulgaria y Alemania.

## Selección nacional
Con la Selección de fútbol de Bulgaria, disputó 10 partidos internacionales y anotó solo un gol. Incluso participó con la selección búlgara, en una sola edición de la Copa Mundial. La única participación de Stoilov en un mundial, fue en la edición de Francia 1998. donde su selección quedó eliminado, en la primera fase de la cita de Francia.

### Participaciones en Copas del Mundo
| Mundial                        | Sede    | Resultado    |
| ------------------------------ | ------- | ------------ |
| Copa Mundial de Fútbol de 1998 | Francia | Primera Fase |

## Clubes
| Club              | País     | Año         |
| ----------------- | -------- | ----------- |
| Pirin Blagoevgrad | Bulgaria | 1989 - 1990 |
| CSKA Sofía        | Bulgaria | 1990 - 1992 |
| Pirin Blagoevgrad | Bulgaria | 1992 - 1994 |
| CSKA Sofía        | Bulgaria | 1994 - 1995 |
| Dobrudzha Dobrich | Bulgaria | 1995 - 1996 |
| Litex Lovech      | Bulgaria | 1996 - 1999 |
| Núremberg         | Alemania | 1999 - 2002 |
| Litex Lovech      | Bulgaria | 2002 - 2003 |